# James Kelman
James Kelman (Glasgow, 9 giugno 1946) è uno scrittore scozzese, autore di romanzi, racconti, opere teatrali e saggi politici.
Il suo romanzo A Disaffection è stato candidato al Booker Prize e ha vinto il James Tait Black Memorial Prize per la narrativa nel 1989. Kelman ha vinto l'edizione del 1994 del Booker Prize con il romanzo How late it was, how late causando una sorta di controversia: uno dei giudici, Julia Neuberger, ha definito il libro "una vergogna" quando Kelman venne proclamato vincitore. Kelman ha affermato che la vittoria del Booker Prize, in particolare a causa della pubblicità negativa e degli attacchi subiti, ha reso gli editori più restii a lavorare con lui.

## Biografia
Kelman nasce e cresce nella periferia Glasgow con altri quattro fratelli. A 15 anni abbandona la scuola, e poco più che ventenne decide di iniziare la carriera di scrittore.
Negli anni settanta pubblica la sua prima raccolta di racconti. Si unisce al gruppo di scrittura creativa di Philip Hobsbaum con Tom Leonard, Alasdair Gray e Liz Lochhead, e i suoi racconti cominciato ad essere pubblicati su riviste. Queste storie sono scritte in uno stile caratteristico, in cui la narrazione in prima persona presenta un monologo interiore con una parlata grossolana ricca di espressioni colloquiali di Glasgow.
Lo stile di Kelman ha influenzato la generazione successiva di scrittori scozzesi, tra cui
Irvine Welsh, Alan Warner e Janice Galloway.

## Opere

### Racconti
- An Old Pub Near The Angel (1973)
- Not Not While The Giro (1983)
- Lean Tales (1985) (con Alasdair Gray e Agnes Owens)
- Greyhound For Breakfast (1987)
- The Burn (1991)
- Busted Scotch (1997)
- The Good Times (1998)
- Remember Young Cecil (2000)
- If It Is Your Life (2010)

### Romanzi
- The Busconductor Hines (1984)
- A Chancer (1985)
- A Disaffection (1989), vincitore del James Tait Black Memorial Prize
- Troppo tardi, Sammy (How Late It Was, How Late) (1994), Pavia, Sartorio, 2006 ISBN 88-6009-014-8 vincitore del Booker Prize
- Translated Accounts (2001)
- You Have To Be Careful In The Land Of The Free (2004)
- Kieron Smith, Boy (2008)

### Saggi
- Some Recent Attacks: Essays Cultural & Political (1992)
- And The Judges Said (2002)